# Safir Engineering
Safir Engineering war ein britischer Hersteller von Rennwagen und Sportwagen aus Weybridge.
1975 kaufte die Firma das Formel-1-Fahrzeug von Token Racing, den RJ02, benannte ihn in Safir um und meldete ihn beim Race of Champions und bei der BRDC International Trophy.
Später kaufte Safir die Rechte am Ford GT40 und stellte diese Fahrzeuge in den 1980er-Jahren her.
1991 endete die Produktion.